# Fehér Ferenc (költő)
Fehér Ferenc (Nagyfény, 1928. augusztus 3. – Újvidék, 1989. július 31.) vajdasági (jugoszláv) magyar költő.

## Élete
Az észak-bácskai dűlőföldek mögött megbúvó tanyai cselédházban született, egy ottani zsellércsalád ötödik, legkisebb gyermekeként. Az elemi és a polgári iskolát Topolyán végezte, 1944-ben a verbászi, 1945 elején a szabadkai gimnáziumba iratkozott, itt érettségizett (1949), majd az újvidéki Tanárképző Főiskola magyar szakos hallgatója lett.
1949-1952 között az Ifjúság Szava/Ifjúság irodalmi rovatának szerkesztője volt. 1952-1953 között a Testvériség-Egység Könyvkiadóban dolgozott. 1953-1959 között az Újvidéki Rádió munkatársa volt. Ezután egészen 1988-ig a Magyar Szó munkatársa, szerkesztője volt.

## Munkássága
22 könyve jelent meg életében, 4 szerbhorvát és szlovén nyelven, egy pedig kétnyelvű kiadásban. Minden jugoszláviai magyar lapban és folyóiratban publikált, közreműködött a rádióban és a televízióban, a magyarországi szemlékben, újságokban, versei megjelentek szerbhorvátul, szlovénul, macedónul, szlovákul, románul, ruszinul és angolul.
Hirtelen halála előtt egy évvel 1988-ban vonult nyugdíjba. Élete utolsó évtizedeiben Doroszlón élt.

## Munkái

### Verseskötetek
- Jobbágyok unokái (1953)
- Álom a dűlőutak szélén (1956)
- Övig a földbe ásva (1959)
- Színek és szavak – Boje i reči (Miroslav Antić-tyal közös kétnyelvű kötet, 1960)
- Az én nyuszim (1961)
- Bízó szerelemmel (1962)
- Esővárók (1964)
- Delelő (1966)
- Szeptemberi útravaló (1968)
- Egy kiskirály kunyhójából (1972)
- Vasfű (1973)
- Szívemben nyugvó tengerek (1978)
- Szeptemberi útravaló; 2. bőv. kiad.; Forum, Újvidék, 1983
- Akác és márvány. Válogatott versek; Forum, Újvidék, 1989
- Erdőtlen erdő. Válogatott versek és kommentárok; vál., kommentárok összegyűjt. Bori Imre; Forum, Újvidék, 1995
- Fehér Ferenc–Léphaft Pál: Újév az erdőn; Forum, Újvidék, 2001
- Krumpli Karcsi és társai. Zsengék; szerk., kieg., tan., jegyz. Dér Zoltán; Szabadegyetem, Szabadka, 2001 (Életjel könyvek)

### Összegyűjtött versek
- Madarak folyója. Harminc év verseiből; Forum, Novi Sad, 1978

### Műfordítások
- A madár árnyéka. Harminc év versfordításaiból; Forum, Novi Sad, 1978

### Publicisztikák
- Hazavezérlő csillagok (naplójegyzetek, 1970)
- A kőkecske titka (ifjúsági regény, 1972)
- Szabadkai diákéveim (emlékezés, 1972)
- Egyazon ég alatt (esszék és jegyzetek, 1984)
- Vállalt világ. Esszék és jegyzetek; Forum, Újvidék, 1988 (Kilátó könyvek)

## Díjai
- Híd Irodalmi Díj (1966)
- Bazsalikom Műfordító Díj (1975)
- Szenteleky Kornél Irodalmi Díj (1985)
- A Magyar Népköztársaság Csillagrendje (1985)

## Külső hivatkozások
- A magyar irodalom története
- Magyar életrajzi lexikon